# Acestrocephalus nigrifasciatus
Acestrocephalus nigrifasciatus es una especie de peces de la familia Characidae en el orden de los Characiformes.

## Morfología
Los machos pueden llegar alcanzar los 9,3 cm de longitud total.
- Número de  vértebras: 37-38.[1]

## Hábitat
Vive en zonas de clima tropical.

## Distribución geográfica
Se encuentran en Sudamérica: ríos Arinos y Juruena (cuenca del río Tapajós, importante afluente del río Amazonas, en Brasil).